# Great Keppel Island
Great Keppel Island är en ö i Australien. Den ligger i delstaten Queensland, omkring 520 kilometer nordväst om delstatshuvudstaden Brisbane. Arean är 14,1 kvadratkilometer. Den sträcker sig 5,6 kilometer i nord-sydlig riktning, och 6,4 kilometer i öst-västlig riktning.